# Régine Robin
Régine Robin, nata Rivka Ajzersztejn (Parigi, 10 dicembre 1939 – Montrèal, 3 febbraio 2021), è stata una storica, romanziera, traduttrice e sociologa canadese di origine francese, nata da genitori ebreo-polacchi.
La sua opera verte principalmente sui temi dell'identità e della cultura e sulla sociologia della letteratura.
Ottenne numerosi premi, tra i quali il Prix du Gouverneur général nel 1986.

## Opere
- La Société française en 1789 : Semur-en-Auxois (1970)
- Histoire et linguistique (1973)
- Le Cheval blanc de Lénine (1979)
- La Québécoite (1983)
- L'amour du yiddish. Ecriture juive et sentiment de la langue 1830 – 1930. Sorbier, Paris 1984[6]
- Le Réalisme socialiste: une esthétique impossible (1987, Prix du Gouverneur général)
- Kafka (1989)
- Le Roman mémoriel : de l'histoire à l'écriture du hors-lieu (1989, Doctorat d'État EHESS)
- (con Marc Angenot), La sociologie de la littérature : un historique (1993)
- Le Golem de l'écriture: de l'autofiction au cybersoi (1997)
- L’Immense Fatigue des pierres (1996)
- Berlin Chantiers (2001)
- La Mémoire saturée (2003)
- Cybermigrances : traversées fugitives (2004)
- Mégapolis : les derniers pas du flâneur  (2009)
- Nous autres, les autres  (2011)
- Le Mal de Paris (2014)
- Un roman d'Allemagne (2016)